# Chorispora macropoda
Chorispora macropoda är en korsblommig växtart som beskrevs av Ernst Rudolf von Trautvetter. Chorispora macropoda ingår i släktet hönsrättikor, och familjen korsblommiga växter. Inga underarter finns listade i Catalogue of Life.